# عبد الوهاب المؤيد
عبد الوهاب المؤيد أكاديمي وصحفي من اليمن.

## الدراسة والمؤهل التعليمي
1. المدرسة الابتدائية (كتاب) بصعدة، 52-1956.[2][3]
2. حلقة (مسجد شيبان) بصعدة لمبادئ اللغة العربية والدين والحساب والمحفوظات 57-1959م.[4] [5]
3. (المدرسة العلمية) بصعدة، 60-1962م.
4. المدرسة الابتدائية بالمنهج الحديث ومقرراته. والحصول على الشهادة الابتدائية 1965.
5. المدرسة الإعدادية (نظام الثلاث سنوات) والحصول على الشهادة الإعدادية (المتوسطة) العام 1968.
6. الثانوية العامة (نظام الثلاث سنوات) والحصول على الشهادة من مدرسة (عبد الناصر الثانوية) بصنعاء، العام 1971.
7. الالتحاق بكلية الآداب (قسم اللغة العربية والدراسات الإسلامية)

72 – 1976م (بجامعة صنعاء) والحصول على إجازة (ليسانس آداب).

## الخبرة وأماكن العمل
1. بدأالكتابات الجادة التي خرجت للنشر منذ 71-1972، تقريبا، في صحيفة «الثورة» اليومية بصنعاء، وفي صحيفة «صوت اليمن» الأسبوعية. (وهي أول صحيفة تلقى منها عرضا للعمل في إدارة تحريرها).
2. كتابة برنامج يومي بالإذاعة (صنعاء) عن طريق التعاقد 1970.
3. العمل محررا في صحيفة «التعاون» منذ 1973، وفي مجلة «الغد» 1974.
4. اختير في 1975م، مع زميل آخر، مديرين لتحرير مجلة «الغد».
5. في العام 1976م، تم اختياره رئيسا لتحرير صحيفة «التعاون».
6. المشاركة في تأسيس وإصدار مجلة «الاتحاد» في 1976 (مجلة تعاونية).
7. في صيف العام 1980، عرض عليه الصديق والأستاذ عبد الله عبد الرحمن الجفري (الكاتب السعودي المعروف) العمل مراسلا لصحيفة

«الشرق الأوسط» بصنعاء. وتم الاتفاق على هذا.
1. اقترح على (الشركة السعودية للأبحاث والتسويق) (ومقرها جدة) فتح مكتب بصنعاء لصحيفة «الشرق الأوسط» وشقيقاتها، ووافقتْ على الاقتراح وقمت بتأسيسه وافتتاحه في سبتمبر 1981م. واختارتني الشركة مديرا له ومسئول التحرير بصنعاء بكل مطبوعاتها الخمس (الشرق الأوسط – المجلة – عرب نيوز – مجلة سيدتي – صحيفة المسلمون)، حتى العام 1986/ وطلبت إعفائي من الاستمرار في العمل فيها.
2. كان قد تم اختياره في صنعاء، رئيسا لتحرير صحيفة «المسيرة التعاونية» التي شارك في تأسيسها في العام 1984.
3. مديرا لتحرير صحيفة «المجالس المحلية» العام 1986.
4. في فبراير 1992، عرض عليه الأستاذ بهاء أبو غزالة (المدير الإقليمي بجدة) هاتفيا، العمل مراسلا لمجلة «الوسط» التي صدرت أسبوعية – الاثنين – عن دار الحياة بلندن، وطلب منه فرصة التفكير، وتم الاتفاق بدءا من شهر إبريل من العام نفسه 1992م وحتى فبراير 2002 عند أن توقفت «الوسط» وأصبحت ملحقا أسبوعيا لصحيفة «الحياة»

## العمل الرسمي والنشاط المهني
1. بدأ التحاقه بالعمل الرسمي في 1969 – 1970، مديرا للمدارس في مكتب التربية والتعليم بمحافظة صعدة ومدرسا ضمن ستة من طلبة وخريجي الثانوية، في مدرسة «الزبيري» الابتدائية – الثانوية، (اسمها الآن مركز السعيد التعليمي) بمدينة صعدة، أولى مدرسة حديثة بمحافظة صعدة.
2. وفي 1970، تم انتخابه عن منطقة جماعة بمحافظة صعدة (إلى جانب زميل آخر) عضوا في مجلس الشورى، أول مجلس نيابي منتخب في اليمن، ما بين 71 – 1975.
3. بدأت العمل في الاتحاد العام لهيئات التعاون الأهلي منذ تأسيسه في 1973، وأصبحت موظفا رسميا فيه منذ العام 1976، شغلت فيه عدة أعمال في مجال الثقافة والإعلام وفي رئاسة تحرير عدد من إصداراته الصحافية وتأسيسه كما تم توضيحه سلفا.
4. عضو في اللجنة الإعلامية للإتحاد التعاوني ضمن خمسة أعضاء من مصر وليبيا والسودان والكويت والمغرب.
5. عضو في اتحاد الأدباء والكتاب اليمنيين ونقابة الصحافيين اليمنيين منذ 1978. ورئيس للإتحاد تريم – صنعاء 79 – 1980.
6. المشاركة في مؤتمرات صحافية، منها مؤتمرات الشركة السعودية للأبحاث والتسويق (التي تصدر حينها صحف «الشرق الأوسط» وشقيقاتها) عقدت في لندن 1982 ووفي جنيف – سويسرا – 1983، وبرايتون – بريطانيا في 1985. ومؤتمرات الاتحاد التعاوني العربي، في كل من الكويت والقاهرة وطرابلس – ليبيا.
7. منذ العام 1987، تم تعييني مستشارا لشئون الصحافة، للأمين العام للإتحاد العام للمجالس المحلية وزير الإدارة المحلية وهو المنصب الذي شغله حتى وافته المنية (5\7\2003 – 6\5\1424).

## المعلومات الأخرى
الكتب والبحوث التي أصدرتها
1. كتاب «الحركة التعاونية في اليمن» صدر في 1979 باللغتين العربية والإنجليزية عن الاتحاد العام لهيئات التعاون الأهلي للتطوير.
2. كتاب (كتيب) «العمل التعاوني ودوره في التعليم العام»، صدر في 1981م، باللغتين العربية والإنجليزية عن الاتحاد العام لهيئات التعاون الأهلي للتطوير.
3. كتاب «آراء في الفكر والفن» (مجموعة حوارات لعدد من المفكرين والأدباء والفنانين العرب) صدر في 1989، في 300 صفحة عن دار الحكمة اليمانية بصنعاء.
4. كتاب «الصحافة التعاونية في اليمن»، صدر في العام 1990م. تضمن توثيقا ودراسة للصحف والمجلات التعاونية الخمس الصادرة عن الاتحاد العام لهيئات التعاون الأهلي للتطوير، قال عنه د/ فخري شوشة أحد أعلام الفكر التعاوني العربي، إنه أول كتاب يوثق للصحافة التعاونية في الوطن العربي.
5. كتاب «في شارع الصحافة اليمنية»، صدر في 1990.
6. (مكتبات المخطوطات الإسلامية في اليمن)، خمسة بحوث ميدانية لصالح (دار الفرقان) بلندن، في العام 1992م، أصدرته الدار ضمن موسوعتها عن مكتبات المخطوطات الإسلامية في العالم، في أربعة مجلدات بالإنجليزية. جاءت البحوث في حوالي 400 صفحة نتيجة زيارات ميدانية للمكتبات العامة والخاصة في كل من محافظات أمانة العاصمة وصنعاء وحجة والحديدة - زبيد – وذمار – مدينة ذمار – وحضرموت – تريم وصعدة.
7. «ثورة الصحافة اليمنية» توثيق وتحليل ودراسة للمطبوعات الصحافية الصادرة بعد إعادة تحقيق الوحدة وقيام الجمهورية اليمنية 1990 – 2002 في 300 صفحة عن مركز دار المستقبل بصنعاء.
8. «موسوعة الصحافة اليمنية». توثيق وتحليل. صدر في يونيو 2003 في 700 صفحة، تضمن توثيقا لكل المطبوعات الصحافية اليمنية من الصحف والمجلات والنشرات الصادرة في اليمن منذ ظهور أولى نشرة في 1872 وصحيفة في 1878 هما «يمن» و«صنعا» صدرتا في عهد الأتراك بصنعاء وحتى آخر ما صدر نهاية العام 2002 ما يربو عدده على 500 مطبوعة صدرت في الداخل والمهجر على مدى 130 عاما، أصدرت هذا الكتاب الموسوعة، نقابة الصحافيين اليمنيين، وهو بحسب ما هو قائم وما أكده نقابيون صحافيون في مقدمتهم الأستاذ صلاح الدين حافظ أمين عام اتحاد الصحافيين العرب، أول موسوعة صحافية في الوطن العربي، تحقق به اليمن سبقا مميزا عن الأقطار الأخرى.

- إضافة إلى مجموعات من الدراسات والبحوث وأوراق العمل والمحاضرات المقدمة إلى كليات ومعاهد ومؤسسات ومؤتمرات وندوات ومراكز ومجلات محلية وعربية في موضوعات شتى، يجري العمل على تصنفيها وترتيبها لإصدارها في كتب مستقلة بحسب التصنيف الموضوعي لكل منها بإذن الله.
أخيرا.. حاصل من الأخ الرئيس علي عبد الله صالح، رئيس الجمهورية رئيس الاتحاد العام لهيئات التعاون الأهلي للتطوير حينها، على وسام التعاون من الدرجة الثانية، في 25 يناير 1979 – 26 صفر 1399. في حفل تكريمي أقيم بمقر الاتحاد تم فيه تكريم عدد من التعاونيين.

## معلومات شخصية
كانت وفاته يوم الأحد الرابع والعشرين من يوليو 2005 بالمستشفى الجمهوري بصنعاء بعد داء عضال في الكبد.

## وصلات خارجية
- [موقع عبد الوهاب المؤيد http://www.awahab.net]